# سيلفيا ديميتروفا
سيلفيا ديميتروفا (بالبلغارية: Силвия Димитрова) هي رسامة بلغارية، ولدت في 1970.

## وصلات خارجية
- الموقع الرسمي